# 马桑扎戈
马桑扎戈（義大利語：Massanzago），是意大利威尼托大区帕多瓦省的一个市镇。总面积13.22平方公里，人口5783人，人口密度437.4人/平方公里（2009年）。国家统计（ISTAT）代码为028050。